# بهترین بازیکن زن فیفا
بهترین بازیکن زن فیفا، یک جایزه فوتبالی است که سالانه توسط فیفا ارائه می‌شود. پیش از سال ۲۰۱۶، این جایزه با نام بازیکن زن سال فوتبال جهان شناخته می‌شد.

## تاریخچه
معیارهای انتخاب بازیکن‌های سال عبارتند از:
- عملکرد ورزشی
- رفتار عمومی داخل و خارج از زمین مسابقه

رای‌ها توسط نمایندگان رسانه‌ها، مربیان تیم‌های ملی و همچنین کاپیتان‌های تیم‌های ملی داده می‌شوند و در اکتبر سال ۲۰۱۶ اعلام شد که مردم عادی نیز می‌توانند در این رای‌گیری شرکت کنند. هر یک از این گروه‌ها ۲۵٪ رای‌ها را دارند.
در مراسم جوایز بهترین‌های فیفا سال ۲۰۱۷، دینا کاستلانوس، بازیکن جوان باشگاهی و برنده کفش برنزی و توپ برنزی جام جهانی فوتبال زنان زیر ۱۷ سال ۲۰۱۶، نامزد این جایزه بود که مگان رپینو و سامانتا کر از این نامزدی انتقاد کردند.

## برندگان
| سال                                   | رتبه                                  | بازیکن                                | تیم                                   |
| بازیکن زن سال فوتبال جهان (۲۰۰۱–۲۰۱۵) | بازیکن زن سال فوتبال جهان (۲۰۰۱–۲۰۱۵) | بازیکن زن سال فوتبال جهان (۲۰۰۱–۲۰۱۵) | بازیکن زن سال فوتبال جهان (۲۰۰۱–۲۰۱۵) |
| ------------------------------------- | ------------------------------------- | ------------------------------------- | ------------------------------------- |
| ۲۰۰۱                                  | ۱ام                                   | میا هام                               | واشینگتن فریدام                       |
| ۲۰۰۱                                  | ۲ام                                   | سون ون                                | آتلانتا بیت                           |
| ۲۰۰۱                                  | ۳ام                                   | تیفنی میلبرت                          | نیویورک پاور                          |
|                                       |                                       |                                       |                                       |
| ۲۰۰۲                                  | ۱ام                                   | میا هام                               | واشینگتن فریدام                       |
| ۲۰۰۲                                  | ۲ام                                   | بیرگیت پرینتس                         | اف اف سی فرانکفورت                    |
| ۲۰۰۲                                  | ۳ام                                   | سون ون                                | آتلانتا بیت                           |
|                                       |                                       |                                       |                                       |
| ۲۰۰۳                                  | ۱ام                                   | بیرگیت پرینتس                         | اف اف سی فرانکفورت                    |
| ۲۰۰۳                                  | ۲ام                                   | میا هام                               | واشینگتن فریدام                       |
| ۲۰۰۳                                  | ۳ام                                   | هانا لیونبرگ                          | اومئا آی‌کی                            |
|                                       |                                       |                                       |                                       |
| ۲۰۰۴                                  | ۱ام                                   | بیرگیت پرینتس                         | اف اف سی فرانکفورت                    |
| ۲۰۰۴                                  | ۲ام                                   | میا هام                               | واشینگتن فریدام                       |
| ۲۰۰۴                                  | ۳ام                                   | مارتا                                 | اومئا آی‌کی                            |
|                                       |                                       |                                       |                                       |
| ۲۰۰۵                                  | ۱ام                                   | بیرگیت پرینتس                         | اف اف سی فرانکفورت                    |
| ۲۰۰۵                                  | ۲ام                                   | مارتا                                 | اومئا آی‌کی                            |
| ۲۰۰۵                                  | ۳ام                                   | شانون باکس                            | بدون باشگاه                           |
|                                       |                                       |                                       |                                       |
| ۲۰۰۶                                  | ۱ام                                   | مارتا                                 | اومئا آی‌کی                            |
| ۲۰۰۶                                  | ۲ام                                   | کریستین لیلی                          | کیف اوربرو دی‌اف‌اف                     |
| ۲۰۰۶                                  | ۳ام                                   | رناته لینگور                          | اف اف سی فرانکفورت                    |
|                                       |                                       |                                       |                                       |
| ۲۰۰۷                                  | ۱ام                                   | مارتا                                 | اومئا آی‌کی                            |
| ۲۰۰۷                                  | ۲ام                                   | بیرگیت پرینتس                         | اف اف سی فرانکفورت                    |
| ۲۰۰۷                                  | ۳ام                                   | کریستیان                              | وولفسبورگ                             |
|                                       |                                       |                                       |                                       |
| ۲۰۰۸                                  | ۱ام                                   | مارتا                                 | اومئا آی‌کی                            |
| ۲۰۰۸                                  | ۲ام                                   | بیرگیت پرینتس                         | اف اف سی فرانکفورت                    |
| ۲۰۰۸                                  | ۳ام                                   | کریستیان                              | کورینتیانس                            |
|                                       |                                       |                                       |                                       |
| ۲۰۰۹                                  | ۱ام                                   | مارتا                                 | سانتوس                                |
| ۲۰۰۹                                  | ۲ام                                   | بیرگیت پرینتس                         | اف اف سی فرانکفورت                    |
| ۲۰۰۹                                  | ۳ام                                   | کلی اسمیت                             | بوستون بریکرز                         |
|                                       |                                       |                                       |                                       |
| ۲۰۱۰                                  | ۱ام                                   | مارتا                                 | سانتوس                                |
| ۲۰۱۰                                  | ۲ام                                   | بیرگیت پرینتس                         | اف اف سی فرانکفورت                    |
| ۲۰۱۰                                  | ۳ام                                   | فاتمیر بایرامای                       | توربین پوتسدام                        |
|                                       |                                       |                                       |                                       |
| ۲۰۱۱                                  | ۱ام                                   | ساوا همر                              | ان‌ای‌سی کوبه لئونسا                    |
| ۲۰۱۱                                  | ۲ام                                   | مارتا                                 | وسترن نیویورک فلش                     |
| ۲۰۱۱                                  | ۳ام                                   | ابی وامباک                            | مجیک‌جک                                |
|                                       |                                       |                                       |                                       |
| ۲۰۱۲                                  | ۱ام                                   | ابی وامباک                            | بدون باشگاه                           |
| ۲۰۱۲                                  | ۲ام                                   | مارتا                                 | تیرسو اف‌اف                            |
| ۲۰۱۲                                  | ۳ام                                   | الکس مورگان                           | سیاتل ساندرز                          |
|                                       |                                       |                                       |                                       |
| ۲۰۱۳                                  | ۱ام                                   | نادین آنگرر                           | بریزبن رور                            |
| ۲۰۱۳                                  | ۲ام                                   | ابی وامباک                            | وسترن نیویورک فلش                     |
| ۲۰۱۳                                  | ۳ام                                   | مارتا                                 | تیرسو اف‌اف                            |
|                                       |                                       |                                       |                                       |
| ۲۰۱۴                                  | ۱ام                                   | ندیم کسلر                             | وولفسبورگ                             |
| ۲۰۱۴                                  | ۲ام                                   | مارتا                                 | باشگاه فوتبال روزنگرد                 |
| ۲۰۱۴                                  | ۳ام                                   | ابی وامباک                            | وسترن نیویورک فلش                     |
|                                       |                                       |                                       |                                       |
| ۲۰۱۵                                  | ۱ام                                   | کارلی لوید                            | هیوستون دش                            |
| ۲۰۱۵                                  | ۲ام                                   | زیلیا ششیچ                            | اف‌اف‌سی فرانکفورت                      |
| ۲۰۱۵                                  | ۳ام                                   | آیا میاما                             | اوکایاما یونوگو بل                    |

| بهترین بازیکن زن فیفا (۲۰۱۶–تاکنون) | بهترین بازیکن زن فیفا (۲۰۱۶–تاکنون) | بهترین بازیکن زن فیفا (۲۰۱۶–تاکنون) | بهترین بازیکن زن فیفا (۲۰۱۶–تاکنون) | بهترین بازیکن زن فیفا (۲۰۱۶–تاکنون) |
| سال                                 | رتبه                                | بازیکن                              | تیم(ها)                             | آراء                                |
| ----------------------------------- | ----------------------------------- | ----------------------------------- | ----------------------------------- | ----------------------------------- |
| ۲۰۱۶                                | ۱ام                                 | کارلی لوید                          | هیوستون دش                          | ۲۰٫۶۸٪                              |
| ۲۰۱۶                                | ۲ام                                 | مارتا                               | روزنگرد                             | ۱۶٫۶۰٪                              |
| ۲۰۱۶                                | ۳ام                                 | ملانی بیرینگر                       | بایرن مونیخ                         | ۱۲٫۳۴٪                              |
|                                     |                                     |                                     |                                     |                                     |
| ۲۰۱۷                                | ۱ام                                 | لیکه مارتنس                         | بارسلونا                            | ۲۱٫۷۲٪                              |
| ۲۰۱۷                                | ۲ام                                 | کارلی لوید                          | منچستر سیتی                         | ۱۶٫۲۸٪                              |
| ۲۰۱۷                                | ۳ام                                 | دینا کاستلانوس                      | سانتا کلاریتا بلو هیت               | ۱۱٫۶۹٪                              |
|                                     |                                     |                                     |                                     |                                     |
| ۲۰۱۸                                | ۱ام                                 | مارتا                               | اورلندو پراید                       | ۱۴٫۷۳٪                              |
| ۲۰۱۸                                | ۲ام                                 | جنیفر ماروشسان                      | لیون                                | ۱۲٫۸۶٪                              |
| ۲۰۱۸                                | ۳ام                                 | آدا هگربرگ                          | لیون                                | ۱۲٫۶۰٪                              |
|                                     |                                     |                                     |                                     |                                     |
| ۲۰۱۹                                | ۱ام                                 | مگان رپینو                          | رین اف سی                           | ۴۶                                  |
| ۲۰۱۹                                | ۲ام                                 | الکس مورگان                         | اورلندو پراید                       | ۴۲                                  |
| ۲۰۱۹                                | ۳ام                                 | لوسی برنز                           | لیون                                | ۲۹                                  |
|                                     |                                     |                                     |                                     |                                     |
| ۲۰۲۱                                | ۱ام                                 | الکسیا پوتیاس                       | بارسلونا                            | ۵۲                                  |
| ۲۰۲۱                                | ۲ام                                 | سامانتا کر                          | چلسی                                | ۳۸                                  |
| ۲۰۲۱                                | ۳ام                                 | جنیفر هرموسو                        | بارسلونا                            | ۳۳                                  |
|                                     |                                     |                                     |                                     |                                     |
| ۲۰۲۲                                | ۱ام                                 | الکسیا پوتیاس                       | بارسلونا                            | ۵۰                                  |
| ۲۰۲۲                                | ۲ام                                 | الکس مورگان                         | اورلندو پراید                       | ۳۷                                  |
| ۲۰۲۲                                | ۲ام                                 | الکس مورگان                         | سن دیگو ویو                         | ۳۷                                  |
| ۲۰۲۲                                | ۳ام                                 | بت مید                              | آرسنال                              | ۳۷                                  |
|                                     |                                     |                                     |                                     |                                     |
| ۲۰۲۳                                | ۱ام                                 | آیتانا بونماتی                      | بارسلونا                            | ۵۲                                  |
| ۲۰۲۳                                | ۲ام                                 | لیندا کایسدو                        | دپورتیوو کالی                       | ۴۰                                  |
| ۲۰۲۳                                | ۲ام                                 | لیندا کایسدو                        | رئال مادرید                         | ۴۰                                  |
| ۲۰۲۳                                | ۳ام                                 | جنیفر هرموسو                        | پاچوکا                              | ۳۶                                  |
|                                     |                                     |                                     |                                     |                                     |
| ۲۰۲۴                                | ۱ام                                 | آیتانا بونماتی                      | بارسلونا                            | ۵۲                                  |
| ۲۰۲۴                                | ۲ام                                 | باربارا باندا                       | اورلندو پراید                       | ۳۹                                  |
| ۲۰۲۴                                | ۳ام                                 | کارولین گراهام هنسن                 | بارسلونا                            | ۳۷                                  |

### برندگان بر پایه بازیکن
| بازیکن         | ۱ام                                    | ۲ام                              | ۳ام            |
| -------------- | -------------------------------------- | -------------------------------- | -------------- |
| مارتا          | ۶ (۲۰۰۶، ۲۰۰۷، ۲۰۰۸، ۲۰۰۹، ۲۰۱۰، ۲۰۱۸) | ۵ (۲۰۰۵، ۲۰۱۱، ۲۰۱۲، ۲۰۱۴، ۲۰۱۶) | ۲ (۲۰۰۴، ۲۰۱۳) |
| بیرگیت پرینتس  | ۳ (۲۰۰۳، ۲۰۰۴، ۲۰۰۵)                   | ۵ (۲۰۰۲، ۲۰۰۷، ۲۰۰۸، ۲۰۰۹، ۲۰۱۰) | —              |
| میا هام        | ۲ (۲۰۰۱، ۲۰۰۲)                         | ۲ (۲۰۰۳، ۲۰۰۴)                   | —              |
| کارلی لوید     | ۲ (۲۰۱۵، ۲۰۱۶)                         | ۱ (۲۰۱۷)                         | —              |
| الکسیا پوتیاس  | ۲ (۲۰۲۱، ۲۰۲۲)                         | —                                | —              |
| آیتانا بونماتی | ۲ (۲۰۲۳، ۲۰۲۴)                         | —                                | —              |
| ابی وامباک     | ۱ (۲۰۱۲)                               | ۱ (۲۰۱۳)                         | ۲ (۲۰۱۱، ۲۰۱۴) |
| ساوا همر       | ۱ (۲۰۱۱)                               | —                                | —              |
| نادین آنگرر    | ۱ (۲۰۱۳)                               | —                                | —              |
| ندیم کسلر      | ۱ (۲۰۱۴)                               | —                                | —              |
| لیکه مارتنس    | ۱ (۲۰۱۷)                               | —                                | —              |
| مگان رپینو     | ۱ (۲۰۱۹)                               | —                                | —              |

### برندگان بر پایه کشور
| کشور                | بازیکن | مجموع |
| ------------------- | ------ | ----- |
| ایالات متحده آمریکا | ۴      | ۶     |
| برزیل               | ۱      | ۶     |
| آلمان               | ۳      | ۵     |
| اسپانیا             | ۲      | ۴     |
| ژاپن                | ۱      | ۱     |
| هلند                | ۱      | ۱     |

### برندگان بر پایه باشگاه
| باشگاه               | بازیکن | مجموع |
| -------------------- | ------ | ----- |
| بارسلونا             | ۳      | ۵     |
| فرانکفورت            | ۱      | ۳     |
| اومئا آی‌کی           | ۱      | ۳     |
| واشینگتن فریدام      | ۱      | ۲     |
| سانتوس               | ۱      | ۲     |
| هیوستون دش           | ۱      | ۲     |
| آی‌ان‌ای‌سی کوبه لئونسا | ۱      | ۱     |
| بریزبن رور           | ۱      | ۱     |
| وولفسبورگ            | ۱      | ۱     |
| اورلندو پراید        | ۱      | ۱     |
| رین اف‌سی             | ۱      | ۱     |